# Енелі Куттер
Енелі Куттер (до шлюбу Валс) (ест. Eneli Kutter / Vals; нар. 27 травня 1991, Пері, Естонія) — естонська футболістка, півзахисниця. Виступала за жіночу збірну Естонії.

## Клубна кар'єра
Народилася 1991 року в Пері, на південному сході Естонії. Розпочала займатися футболом у команді рідного регіону, «Лутос» (Полва). У другому дивізіоні чемпіонату Естонії дебютувала 27 квітня 2008 року в переможному (4:2) домашньому проти «Нарви Транс», в якому відзначилася двома голами. У своєму першому сезоні на дорослому рівні допомогла команді виграти чемпіонат та вийти до Мейстерліги. У вищому дивізіоні естонського футболу дебютувала 5 квітня 2009 року в програному (0:5) поєдинку проти «Пярну», в якому вийшла на поле в стартовому складі. За два сезони разом з командою двічі фінішувала на 4-му місці в чемпіонаті. За три сезони, проведені в «Лутосі», візначилася 33-ма голами в 55-ти матчах національного чемпіонату.
У 2011 році перейшла «Таммека» (Тарту). За нову команду дебютувала 9 квітня, вийшовши у стартовому складі у програному (062) домашньому поєдинку чемпіонату проти «Нимме Калью». Першим голом за «Таммеку» відзначилася 11 травня у програному (1:3) домашньому поєдинку Мейстерліги проти «Лутоса» (Полва), в якому на 89-й хвилині встановила остаточний рахунок. Загалом провела в «Таммеці» 2 роки (до 2013 року), зіграла 52 матчі та відзначилася 8-ма голами.
У 2014 році увійшла до таллінської «Флори», у складі якої дебютувала 6 квітня в Суперкубку, зігравши в стартовому складі в програному (0:3, післяматчеві пенальті) поєдинку проти «Пярну». Першим голом за «Флору» відзначилася 3 травня, зробивши рахунок 2-0 на 22-й хвилині в переможному (9:1) поєдинку чемпіонату проти «Нимме Калью». У 2018 році разом з клубом виграла Суперкубок Естонії. За 5 років відзначилася 21-м голом у 71-му матчі.
Влітку 2018 року переїхала до Італії, де стала гравчинею жіночої команди «Наполі» з новоствореної Серії С.

## Кар'єра в збірній
У 2006 і 2007 роках виступала за дівочі збірні Естонії WU-16 та WU-17, у 2009 році перейшла до молодіжної збірної Естонії WU-19, зіграв 5 матчів та відзначився 1 голом за рік.
7 листопада 2008 року у 17-річному віці дебютувала в національній збірній Естонії, в якому відзначилася голом програному (1:2) поєдинку проти Вірменії в Скоп'є.
Своїм першим голом за національну команду відзначилася 5 днів по тому, 12 листопада, у нічийному товариському матчі (1:1) у Скоп'є проти господарів, Північної Македонії, зробивши на 55-й хвилині рахунок 1:0.

## Стиль гри
Виступає в центрі півзахисту, сильні сторони – фізична сила та бачення гри.

## Статистика виступів

### Клубна
Станом на 26 липня 2018.
| Сезон             | Команда           | Чемпіонат         | Чемпіонат | Чемпіонат | Нац. кубок | Нац. кубок | Нац. кубок | Конт. кубок | Конт. кубок | Конт. кубок | Інші кубки | Інші кубки | Інші кубки | Загалом | Загалом |
| Сезон             | Команда           | Змаг.             | Матчі     | Голи      | Змаг.      | Матчі      | Голи       | Змаг.       | Матчі       | Голи        | Змаг.      | Матчі      | Голи       | Матчі   | Голи    |
| ----------------- | ----------------- | ----------------- | --------- | --------- | ---------- | ---------- | ---------- | ----------- | ----------- | ----------- | ---------- | ---------- | ---------- | ------- | ------- |
| 2018-2019         | «Наполі»          | C                 | 0         | 0         | -          | -          | -          | -           | -           | -           | -          | -          | -          | 0       | 0       |
| Усього за кар'єру | Усього за кар'єру | Усього за кар'єру | 0         | 0         | -          | 0          | 0          | -           | -           | -           | -          | -          | -          | 0       | 0       |

## Досягнення

### Клубні
«Лутос» (Полва)
- Другий дивізіон чемпіонату Естонії
  -  Чемпіонка (1): 2008

«Флора» (Таллінн)
- Суперкубок Естонії
  -  Володарка (1): 2018